# Clássico dos Milhões
 (mars 2012).
Si vous disposez d'ouvrages ou d'articles de référence ou si vous connaissez des sites web de qualité traitant du thème abordé ici, merci de compléter l'article en donnant les références utiles à sa vérifiabilité et en les liant à la section « Notes et références ».
Clássico dos Milhões (littéralement en français le « Classique des Millions », autrement dit « Le Derby des Foules ») est le nom attribué à la rencontre traditionnelle entre les équipes de football brésiliennes du Club de Regatas Vasco da Gama et du Clube de Regatas do Flamengo, de la ville de Rio de Janeiro.
Cette appellation est vraisemblablement apparue dès les premières rencontres dans les années 1920 et s'est maintenue par la suite, même s’il est permis de croire que c’était alors Vasco da Gama l’équipe la plus populaire, à l’inverse d’aujourd’hui. Depuis le début des années 1970, le derby s’est imposé également comme le clássico le plus populaire au niveau national.
De nombreux sondages effectués depuis 20 ans montrent que, malgré des fluctuations certaines, les supporters des deux équipes totalisent en moyenne le tiers de la population brésilienne, soit environ 60 M de supporters (dont typiquement 40 M pour Flamengo et 20 M pour Vasco), ce qui en fait presque certainement, le derby le plus populaire de la planète. Dans leur fief de l’État de Rio de Janeiro, les deux équipes cumulent environ les 3/4 des supporters déclarés, soit environ 40 % de la population de l'État pour Flamengo contre 20 % pour Vasco, loin devant leurs deux autres rivaux locaux, Botafogo et Fluminense, crédités à égalité de 10 % des préférences chacun, selon les derniers sondages de 2004. À noter que Flamengo possède autant de supporters que tous ses rivaux réunis, ainsi comme Vasco possède autant de supporters que ses deux autres rivaux réunis.
La rivalité intense entre les deux clubs, avant même de se manifester sur les terrains de football en 1923 lorsque Vasco accéda à la 1re division de l'État de Rio, existait déjà depuis la fin du XIXe siècle dans les régates d’aviron puisque les deux clubs avaient été fondés en tant que club de régates, appellation (Clube de Regatas) qu’ils portent toujours (Flamengo en 1895 et Vasco en 1898). L’aviron était alors le sport à la mode importé d’Angleterre. Aujourd’hui les deux clubs maintiennent de équipes de compétition dans de nombreux sports (aviron toujours, basket, natation, futsal, judo et autres), souvent à haut niveau brésilien, sud-américain et même international. Ainsi par exemple, Vasco a pu dans un effort ponctuel envoyer plus de 70 athlètes aux jeux olympiques de Sydney en l’an 2000, probablement un record mondial en s’agissant d’un seul club multi-sportif.

## Historique

### Les débuts (1900-1930)
La rivalité, dès les premières années des régates d'aviron, s’exerçait sur un fonds de préjugés sociaux et raciaux. En effet les membres du Club de Régates du Flamengo, le quartier le plus huppé et cossu de ce début de XXe siècle (Copacabana n'était alors qu'une vaste plage déserte sans accès) ne rataient pas une occasion de se moquer de ces représentants de la colonie portugaise qui avaient fondé le Club de Régates Vasco de Gama (ainsi nommé car fondé dans l'année de célébration du 4e centenaire de la découverte du chemin des Indes Orientales par le navigateur portugais). Ceux-ci habitaient le plus souvent la zone nord de Rio de Janeiro, certes autrefois prestigieuse sous l’Empire (1822-1889) car proche du palais impérial, mais déjà à l'époque délaissée et habitée par des immigrés récents qui côtoyaient les esclaves affranchis souvent venus de Bahia et de la vallée du Paraíba, conséquence da la proclamation de la République et de l’abolition de l’esclavage (1888) qui en avait été la principale cause.
Cependant la rivalité a pris une autre dimension lorsque le football, introduit au Brésil dans les années 1910, suscita un engouement populaire qui ne se démentirait plus tout au long du XXe siècle et qui en viendrait à faire du Brésil le pays-symbole même de ce sport. Flamengo avait décidé de créer un département de football dès 1911 et débaucha pour ce faire des joueurs de Fluminense, ce qui déclencha une rivalité entre les deux clubs qui fut longtemps la plus importante du Brésil, surtout probablement parce qu'elle était (et continue toujours à l'être) entretenue par l'élite des beaux quartiers du sud de la ville. En effet, Fluminense Football Club (en anglais dans le texte) était le voisin de Flamengo basé dans le quartier de Laranjeiras (« Les Orangeraies »), encore plus aristocratique que celui de Flamengo (« Le Flamand »). Fluminense interdisait tout joueur de couleur ou simplement métis de s'adonner à ce nouveau sport de gentlemen récemment importé d'Angleterre.
Le trio était complété par Botafogo de Futebol et Regatas, du quartier alors récemment mis en valeur de Botafogo (« Le Boute-feu »), la nouvelle frontière de Rio de l'époque avec ses splendides nouvelles ambassades, palazzi et maisons de maitres dans des écrins de verdure. Enfin, du côté du nord de la ville, séparés déjà par le parc naturel urbain de la forêt de la Tijuca, América Football Club représentait la classe moyenne du quartier de Tijuca.
C'est donc en 1917 que Vasco décide de créer son département de football et, étant donné les conditions modestes de son entourage basé dans le quartier historique de São Cristóvão (« Saint-Christophe »), fait appel à des joueurs de couleur et des immigrés portugais, voire des métis. Suprême insulte aux règles du sport amateur de l'époque, il s'autorise à rémunérer souvent en nature ces joueurs généralement démunis. Après des débuts difficiles, la montée est spectaculaire et en 1923 Vasco est promu à la 1re division, puis remportera le titre lors de sa première année avec plusieurs tours d'avance, préfigurant la percée qui sera celle du football brésilien sur la scène internationale quelques années plus tard. Ce sera Flamengo déjà en 1923 qui, parmi les clubs de la zone sud, prendra le leadership de cette rivalité, lorsque la seule défaite de Vasco dans le championnat sera célébrée outrageusement par les supporters de Flamengo comme un titre en soi. C'était le début d'une inimitié, plus qu'une rivalité, celle des brésiliens « de souche » contre l'équipe de gueux portugais et mulâtres.

### Le fossé Zone Nord - Zone Sud (1931-1950)
Très vite la réussite du trublion Vasco attire les foudres des beaux quartiers. Vasco est accusé d’utiliser des professionnels dans un sport qui devrait rester amateur. La technique d’esquive des joueurs de Vasco face à la violence des défenseurs et de la complicité des arbitres fera école. Vasco n’est pas le premier à enrôler des noirs ou métis, Bangu entre autres l’ayant déjà fait, il est le premier à réussir aussi spectaculairement. En 1924, Vasco est de nouveau champion et donc deux fois d’affilée à peine promu.
Les clubs de zone sud prétexteront que seuls les clubs ayant un stade particulier peuvent participer au championnat. Vasco n'en a pas. Qu’à cela ne tienne, la laborieuse et relativement riche colonie portugaise de Rio organise une entraide et finance la construction du stade de São Januário (« Saint Janvier »), du nom du quartier de São Cristóvão où Rio aurait eu sa deuxième fondation. Ce stade de 50 000 places sera le plus grand d’Amérique Latine pendant longtemps et recevra les matchs de la sélection brésilienne jusqu'à la construction du Maracanã.
Ayant acheté son entrée parmi les dorénavant cinq grands (quatre aujourd’hui avec le déclin de América), il en restera toujours les accusations de préjugés raciaux, encore visibles aujourd’hui dans la mascotte et le symbole imposés par ses adversaires et relayée par la presse (la morue et le portugais bedonnant et moustachu en sabots), alors que les symboles internes sont l'amiral et la caravelle. Par ailleurs la situation s’est inversée vis-à-vis du seul Flamengo, qui s’est imposé comme le club des couches sociales les plus basses, en cela suivant l’évolution sociale qui a vu la zone nord de Rio devenir quartier de classe moyenne, souvent basse, mais souvent plus fortunée que la Baixada (littéralement, « bassade » ou Pays-Bas) où se situent les énormes favelas et l’essentiel de la violence à Rio et où la pénétration de Flamengo dépasse facilement plus de 50 %. Contradiction manifestement brésilienne et surtout carioca, le club de loin le plus populaire du Brésil est aussi et surtout celui des élites de Rio, à l'image des novelas faisant rêver les bidonvilles ou encore, dans l'autre sens, de la fascination des branchés de la zone sud envers l'école de samba Mangueira.

### L'engouement des masses (1951-1971)
Si Flamengo x Fluminense sera longtemps réputé le derby brésilien par excellence de par son charme, ses couleurs, ses supporters « frères ennemis » et nom folklorique même, dans la pratique c'est Vasco et Flamengo qui s'attirent le plus de sympathie populaire. De nombreux indices permettent de croire que Vasco était alors l'équipe du peuple, qui s'identifiait avec ce style de football métis et artistique qui était la marque de Vasco et qui deviendrait plus tard celle du style brésilien. Également Vasco avait drainé une grande partie des supporters de América, et régnait sur le Nord de la ville en maître, celle des zones pauvres voire misérables, mais aussi celle qui voyait en même temps la naissance de la samba. Vasco était le club des blancs européens et de noirs africains, mais aussi des métis brésiliens. Assez significativement, Pelé quoique né à Santos déclarera avoir soutenu Vasco dans son jeune âge. À tout cela s'ajoutait le succès de Vasco dans les années 1940 et 50, où il a pu aligner jusqu'à 9 titulaires en équipe nationale lors de la Coupe du monde, remporter le premier championnat sud-américain de clubs et plus tard les premières coupes intercontinentales avant la lettre (tournois de Paris), et fut ainsi surnommé « L'Express de la Victoire » (de même que son grand rival continental de l'époque, River Plate, était surnommé « La Maquina »).
De son côté, Flamengo était déjà devenu le club le plus populaire de la zone Sud, grâce au côté moins guindé de ses membres, mais vraisemblablement, de manière plus prosaïque, grâce à ses couleurs. Comme l'avait déjà noté Gilberto Freyre dès 1930, le rouge et le noir étaient des couleurs fondamentales dans la culture indienne, européenne e surtout africaine, symbole de vitalité. C'est sans doute la raison pour laquelle malgré ses origines élitistes (encore visibles aujourd’hui avec son siège dans quartier de la Gávea (« La Hune »), le plus huppé de Rio), Flamengo est devenu progressivement le club le plus populaire de Rio devançant largement Vasco, et bientôt du Brésil, grâce également au pouvoir de fascination culturelle qu'exerce toujours Rio sur le reste du Brésil malgré sa décadence économique relative. Flamengo a réussi à s'imposer comme le club des couches les plus pauvres, celles des favelas, surtout noires ou fortement métissées, au fur et à mesure que le rôle pionnier de Vasco était rapidement oublié avec la généralisation de joueurs noirs et métis dans tous les clubs du pays. Vasco a été progressivement cantonné à une image de club de colonie (portugaise), à l'instar de Palmeiras (italienne) à São Paulo, alors que soutenir Flamengo devenait synonyme de brésilianité. Cependant l'assise populaire de Vasco, devenue plutôt ouvrière et de gauche car moins infortunée que celle des favelas, est restée forte grâce à son positionnement géographique et à son identification avec la foisonnante culture populaire de la zone nord de Rio, illustrée par de nombreux sambistes comme Martinho da Vila, Paulinho da Viola ou encore Jamelão.
Dans le schéma qui s'est peu à peu installé dans les années 1960, Flamengo était devenu de loin le club du peuple, Vasco le club des ouvriers, Botafogo des classes libérales ou artistiques (aidés en cela par le style et le génie de Garrincha) et Fluminense cantonné à ceux prétendus fidalgos (nobles ou élites en tout cas). Ceci est à nuancer bien sûr sur des bases statistiques. Ainsi, Flamengo reste en absolu le plus populaire sur toutes les tranches sociales et d’âge.

### L’âge d'or (1972-2001)
Cette période relativement récente peut être considérée comme celle qui a définitivement établi la réputation de ce clássico comme le plus important au niveau national, dans un pays qui en compte pourtant plusieurs. En particulier il a distancé, voire définitivement détrôné, son grand rival en la matière Fla-Flu, même si à l'international, et peut-être surtout en Europe, le manque d'information récurrent associé aux clichés à la vie dure permette encore de le penser autrement. Au cours de cette période de 30 ans, au moins un des deux clubs a tenu la gageure de se qualifier pour la phase finale du championnat de Rio et se sont souvent retrouvés tous les deux ensemble en finale. Cette période correspond aussi à celle qui a vu la création, d'abord timide, du championnat brésilien en 1971 grâce au développement du transport aérien et de la télévision en couleurs.
Ces deux évènements ont étalé au grand jour la popularité dont Rio, ses clubs, et surtout Flamengo et Vasco jouissaient à travers tout le pays, en particulier dans les états qui ne disposaient pas de clubs compétitifs, comme ceux du Nord et Nord-Est mais aussi dans le Sud (Santa Catarina). où il leur arrive souvent d'être plus populaires que les équipes locales. Cela était particulièrement vrai pour Flamengo toujours grâce à ses couleurs, mais aussi à Vasco peut être grâce au charme de son maillot à bandoulière et au symbole à la croix dite « de Malte » (en fait, croix pattée). Encore en 2001, un grand magazine sportif de São Paulo pouvait attester à contre-cœur sur la base de sondages que les Brésiliens en général soutenaient les clubs cariocas au grand dam des paulistas. Ainsi, même Fluminense était relativement plus populaire en dehors de son état d'origine que le plus sympathique des paulistas (en l'occurrence São Paulo FC). En somme, Flamengo x Vasco est le seul derby au Brésil à avoir une couverture réellement nationale, et à ce titre à rivaliser avec le statut de superclasico attribué au derby Boca x River en Argentine.

#### Au niveau local
Étant donné la structure traditionnelle du championnat de l’État de Rio pendant cette période, divisé en deux tours dits turno and returno, de temps à autre avec un troisième turno complémentaire, Vasco et Flamengo ont remporté ensemble 50 des 68 turnos disputés au total sur cette période (25 chacun). À quatre reprises, un match de départage a été nécessaire pour décider le champion du turno, car longtemps la différence de buts n’était pas retenue pour le départage (du fait de la faiblesse de équipes petites, rendant les scores-fleuves assez aléatoires). À neuf reprises le derby, sans constituer une finale à part, a été cependant le dernier match décisif du turno en question.
Le premier turno du Championnat de Rio a toujours été revêtu d’une importance spéciale, puisqu’il a officiellement fait suite à un autre championnat local de la ville de Rio qui se jouait à une époque séparément, la Taça Guanabara. Flamengo a remporté le titre 13 fois et  Vasco 9 fois pendant cette période.
Les deux équipes se rencontrèrent face-à-face à 17 reprises (sur 24) dans la phase finale du championnat (aussi bien en finale directe, à 3, à 4 ou demi-finales) lorsque celle-ci a eu lieu. En effet, si une équipe remportait tous les turnos, la phase finale n’était pas nécessaire. Ceci s'est produit à 6 reprises - 3 fois pour Vasco en 1977, 1992 et 1998 et également pour Flamengo en 1978, 1979 et 1996 (auxquels on pourrait rajouter le Spécial de 1979).
Flamengo en fin de compte a remporté 11 fois le titre de champion sur cette période, contre 8 de Vasco. En particulier, cet écart s'est creusé dans la série continue de victoires des trois dernières années de la période (cf ci-dessous). Pour mémoire, Fluminense aussi a remporté sur la même période 8 titres, affichant ainsi une plus grande efficacité malgré une présence moins importante (sur seulement 11 turnos remportés).
| Turno    | 72 | 73  | 74 | 75 | 76  | 77 | 78 | 79 | 80 | 81 | 82 | 83 | 84 | 85 | 86 | 87 | 88 | 89 | 90 | 91 | 92 | 93 | 94 | 95 | 96 | 97 | 98 | 99 | 00 | 01 |
| -------- | -- | --- | -- | -- | --- | -- | -- | -- | -- | -- | -- | -- | -- | -- | -- | -- | -- | -- | -- | -- | -- | -- | -- | -- | -- | -- | -- | -- | -- | -- |
| 1º       | M  | M   | A  | N  | V   | V  | M  | M  | N  | M  | M  | N  | M  | N  | V  | V  | M  | M  | V  | N  | V  | N  | V  | M  | M  | F  | V  | M  | V  | M  |
| 2º       | N  | N   | V  | F  | F   | V  | M  | M  | V  | V  | A  | M  | V  | M  | M  | B  | V  | F  | N  | M  | V  | V  | -  | -  | M  | F  | V  | V  | M  | V  |
| 3º       | V  | V/N | M  | V  | N/A | -  | -  | M  | -  | M  | -  | -  | -  | -  | -  | M  | V  | -  | -  | -  | -  | -  | -  | -  | -  | V  | -  | -  | -  | -  |
| Champion | M  | N   | M  | N  | N   | V  | M  | M  | N  | M  | V  | N  | N  | N  | M  | V  | V  | F  | F  | M  | V  | V  | V  | N  | M  | F  | V  | M  | M  | M  |

- A: América
- B: Bangu
- F: Botafogo
- M: Flamengo
- N: Fluminense
- V: Vasco

#### Liste des matches décisifs de la période
- 1972 - Finale à 3 - 1er tour, non totalement décisif
- 1973 - Taça Guanabara (1er turno) - dernier tour, décisif
- 1973 - Demi-finale directe - décisive
- 1974 - Finale à 3 - dernier tour décisif
- 1975 - Match de départage du 3e turno
- 1976 - Match de départage de la Taça Guanabara (ou 1er turno)
- 1977 - Match de départage du 2e turno
- 1978 - 2e turno - dernier tour décisif
- 1981 - Finale directe (3 matchs)
- 1982 - Match de départage de la Taça Guanabara (ou 1re turno)
- 1982 - Finale à 3 - dernier tour, décisif
- 1984 - Finale à 3 - 2e tour, non totalement décisif
- 1986 - Taça Guanabara - dernier tour, décisif
- 1986 - Finale directe (3 matchs)
- 1987 - Finale à 3 - dernier tour, décisif
- 1988 - Finale à 4 du 3e turno - dernier tour, décisif
- 1988 - Finale directe (2 matchs)
- 1989 - Taça Guanabara - dernier tour, décisif pour Flamengo seult
- 1989 - Taça Rio (2e turno) - dernier tour, décisif pour Flamengo seult.
- 1992 - Taça Guanabara - dernier tour, décisif
- 1994 - Finale à 4 - non decisif (2 matches)
- 1996 - Taça Guanabara - dernier tour, décisif
- 1996 - Taça Rio - dernier tour, décisif
- 1997 - Taça Rio - decisive pour Vasco seulement
- 1998 - Taça Guanabara - dernier tour, décisif
- 1999 - Taça Guanabara - dernier tour, décisif
- 1999 - Taça Rio - dernier tour décisif
- 1999 - Finale directe (2 matchs)
- 2000 - Final directe (2 matchs)
- 2001 - Taça Guanabara - demi-finale directe
- 2001 - Final directe (2 matchs)

| Décisions                | Matches joués | Flamengo | Vasco |
| ------------------------ | ------------- | -------- | ----- |
| Phase finale             | 17*           | 10       | 6     |
| Taça Guanabara/1er Turno | 8             | 4        | 4     |
| Taça Rio/2e/3e Turno     | 3             | 2        | 1     |
| Autres                   | 3             | 1        | 2     |

* en 1984 les deux équipes se qualifièrent pour une finale à 3 avec Fluminense, mais c'est ce dernier qui remporta le titre.

#### Autres matches dignes de mention
- 1975 - 3e turno - Vasco 3 x 2 Flamengo - Ce jeu a vraisemblablement établi la réputation la plus durable de Vasco, celle de time da virada (littéralement, « l’équipe du retournement »), à cause son style imprégné de fighting spirit qui a amené à remonter plusieurs scores. À l’époque, après cette victoire ayant remonté un score de 0x2 (ce qui d’ailleurs ne se reproduirait plus depuis), puis une suite de remontées dans le turno qui lui permettraient finalement de le remporter, la presse a salué le Vascão vira-vira (soit « Vasco tourne-tourne » mais aussi « à cul-sec »). Cette caractéristique correspond au style en général sofredor (« souffrant ») où les victoires arrivent en général de manière difficile ou inutilement compliquée, à comparer avec Flamengo, réputé naturellement vainqueur, habitué des grandes décisions, time de chegada (« équipe d’arrivée », soit une équipe qui grandit à l’approche des grandes échéances). Depuis, les supporters de Vasco ont inclus cette caractéristique dans leur chansons (l’équipe du retournement et de l’amour). Entre autres matchs moins notables, un match épique contre Palmeiras ã l'extérieur en 2000 (4x3 après être mené 0x3 au score à la fin de la 1re mi-temps), lors de la finale de la Coupe Mercosud, a permis récemment de soutenir cette réputation. Ses supporters l’ont qualifié de « remontée du siècle », entre autres parce qu’il s’est joué fin décembre 2000 et qu'il s'agissait d'une finale au niveau continental.
- 2000 - Taça Guanabara - Vasco 5 x 1 Flamengo - Surnommée par les supporters de Vasco « le chocolat de Pâques » (d’après l’argot footballistique brésilien où chocolat signifie un carton et parce que le match s’est tenu le jour de Pãques). Vasco a lors de ce match confirmé de remporter le 1er turno déjà presque acquis, mais à la fin finirait par être battu lors des finales directes contre cette même équipe quelques semaines plus tard, avec deux défaites (dont un 3x0), offrant ainsi le bi-campeonato (champion deux fois d’affilée) à son archi-rival, pourtant jugé outsider.

#### Au niveau national
Même si la rencontre entre les deux équipea été longtemps moins fréquente au niveau national d’abord à cause de l’équilibre général de la compétition avec ses 12 Grands plus d’autres puissance régionales, ensuite à cause del a structure en groupes éparpillée qui fut la norme avant la formule tous contre tous, les deux clubs se sont rencontrés de manière décisive à trois reprises en phase finale du championnat brésilien, sans toutefois se retrouver en finale : en 1983 en quarts-de-finale directs (Flamengo eut le dessus), et en 1992 et 1998 en phase demi-finale dans une poule à 4. Flamengo eut le dessus dans la première mais le derby, même s’il a démontré alors l’ascension de Flamengo  contre le favori Vasco, jusqu'alors meilleure équipe du championnat, ne fut pas totalement décisif puisque joué au 4e tour (sur 6) de la poule. Dans le dernier, c’est Vasco qui s’est imposé dans un historique 4x1 qui a vu Edmundo établir son record de buteur en championnat brésilien.
De manière plus notable, à chaque occasion le vainqueur du derby deviendrait plus tard le champion du tournoi (Flamengo 82 et 92, Vasco 97), ce qui a pu donner à ces rencontres des airs de finales. Les deux équipes, dans la période 1971-2000, se placèrent dans le top 6 des statistiques du tournoi (Vasco nº1 and Flamengo nº6) et comptent parmi les seuls clubs (avec Palmeiras and Corinthians) à avoir remporté 4 fois le titre de champion brésilien depuis les débuts du tournoi en 1971 (CBF ayant toujours nié à Flamengo ses prétentions sur le 5e titre de 1987).

### De nos jours (2002-2006)
Depuis que Flamengo a remporté le tricampeonato en 2001 et Vasco la Coupe Mercosud à la fin de 2000, les deux équipes ont connu une décadence sans précédent, en fonction de nombreux problèmes financiers et de mauvaise gestion. Flamengo a été ainsi sérieusement menacé de relégation en D2 du championnat brésilien plusieurs fois depuis 2001 et Vasco a également connu des frayeurs en 2004. Cependant les deux équipes ont tant bien que mal réussi à se retrouver en finale de la Coupe du Brésil en juillet 2006, donc pour la première fois au niveau national, même si cette coupe ne comptait pas avec la participation des 5 meilleures équipes qui disputaient la Libertadores. Flamengo a réussi à s'imposer et ainsi remporter pour la deuxième fois la Coupe du Brésil et ce devant son principal rival, ce qui a davantage creusé l'écart statistique récent entre les deux équipes. Il s'agit de la cinquième victoire consécutive de Flamengo en finale directe contre son rival (1998-2001, 2004 au championnat de Rio et maintenant). Il faut remonter à 1988 pour retrouver une victoire de Vasco en finale directe contre Flamengo.

## Statistiques générales
| Catégorie                   | Matches joués | Flamengo | Nuls | Vasco |
| --------------------------- | ------------- | -------- | ---- | ----- |
| Championnats Locaux         | 246           | 98       | 68   | 80    |
| Championnat National league | 67            | 26       | 23   | 18    |
| Matches amicaux             | 51            | 16       | 11   | 24    |
| Coupes Locales              | 54            | 22       | 16   | 16    |
| Coupe Nationale             | 4             | 2        | 1    | 1     |
| Total                       | 422           | 164      | 119  | 139   |

Premier match: Vasco 3x1 Flamengo, Rua Paysandú, le 29 avril 1923, Championnat de l’Ètat de Guanabara

## Ouvrages

### Livres
- Flamengo x Vasco - o clássico, ASSAF/MARTINS 1999, Editora Relume Dumará -  (ISBN 8573161841)

### Vidéos
- Duels de légende /vol.2 Flamengo - Vasco da Gama, Rod Hay 2005, WARNER VISION FRANCE